# Nathan De Cat
Nathan De Cat (* 18. Juli 2008) ist ein belgischer Fußballspieler. Der defensive Mittelfeldspieler steht beim RSC Anderlecht unter Vertrag.

## Karriere
De Cat begann seine Karriere beim RSC Anderlecht. Am 20. Februar 2025 gab De Cat gegen den Fenerbahçe Istanbul sein Debüt im UEFA Europa League.
In der Saison 2024/25 wurde er auch in der U23-Mannschaft, die in der Division 1B spielt, eingesetzt.